# Vinařice (Mladá Boleslav-i járás)
Vinařice település Csehországban, a Mladá Boleslav-i járásban. Vinařice Mladá Boleslav, Němčice és Dobrovice településekkel határos. Lakosainak száma 308 fő (2024. január 1.).

## Népesség
A település lakosságának változását az alábbi diagram mutatja:
| Lakosok száma | 434  | 463  | 507  | 320  | 271  | 248  | 299  | 326  | 316  | 308  |
|               | 1869 | 1890 | 1921 | 1950 | 1980 | 2001 | 2017 | 2019 | 2022 | 2024 |